# Jelonkowiec błotny
Jelonkowiec błotny, jelonek błotny, sarenka wodna (Hydropotes inermis) – gatunek ssaka parzystokopytnego z rodziny jeleniowatych, jedyny przedstawiciel rodzaju Hydropotes Swinhoe, 1870.

## Systematyka

### Taksonomia
Rodzaj i gatunek po raz pierwszy opisany naukowo przez Roberta Swinhoe’a. Opis ukazał się w lutym 1870 roku w czasopiśmie „Athenaeum”, a w czerwcu tego samego roku w „Proceedings of the Zoological Society of London”. Wprawdzie Swinhoe opis oparł na okazie zakupionym w Szanghaju, ale w oparciu o miejsce, w którym autor zobaczył gatunek w środowisku naturalnym, miejsce typowe ogranicza się do Deer Island, nad rzeką Jangcy, w prefekturze Zhenjiang, w prowincji Jiangsu w Chinach. Jedyny przedstawiciel rodzaju jelonkowiec (Hydropotes).

### Podgatunki
Wyróżniono dwa podgatunki H. inermis:
- H. inermis argyropus Heude, 1884
- H. inermis inermis Swinhoe, 1870

## Występowanie
Chiny i Korea, podgatunek chiński został z powodzeniem introdukowany w parkach w Europie (Anglia i Francja).

## Wygląd zewnętrzny

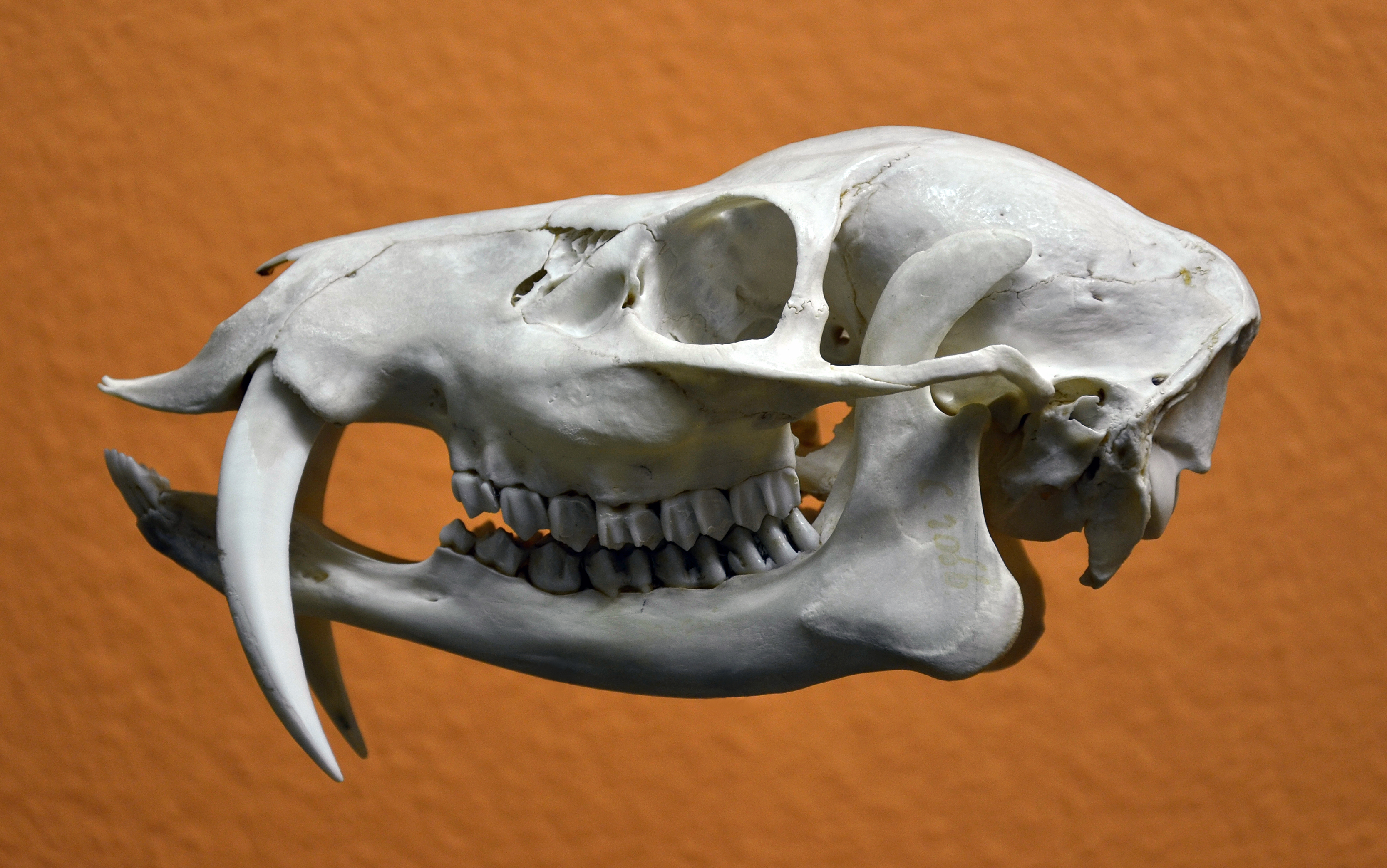
Czaszka jelonkowca

Osiąga około 75–100 cm długości ciała, ok. 50 cm wysokości w kłębie i waży 10–15 kg. U obu płci nie występuje poroże. Jego silnie rozwinięte, lekko zakrzywione górne kły wystają spod warg. Szorstka, gęsta sierść ubarwiona jest na grzbiecie i bokach jasnobrązowo z czarnymi plamkami, a na brzuchu biało.

## Środowisko życia
Żyje zwykle samotnie lub w parach, w nadrzecznych błotach i trzcinowiskach. Czasami na polach i stokach górskich. Gody odbywają się jesienią. Samica rodzi wiosną 4–7 młodych. Jest najpierwotniejszym gatunkiem rodziny jeleniowatych.

## Odżywianie
Jest roślinożerny – żywi się trawą, ziołami oraz warzywami.